# Březová (kraj środkowoczeski)
Březová – wieś i gmina w Czechach, w powiecie Beroun, w kraju środkowoczeskim. Według danych z dnia 1 stycznia 2013 liczyła 270 mieszkańców.